# Sở Giao dịch Chứng khoán Hà Nội
Sở Giao dịch Chứng khoán Hà Nội (tên tiếng Anh là Hanoi Stock Exchange, viết tắt là HNX) là thị trường chứng khoán tại Hà Nội.
Chỉ số thị trường chứng khoán của Việt Nam gồm một số mã chứng khoán được giao dịch tại Sở Giao dịch Chứng khoán Hà Nội được gọi là HNX-Index.

## Lịch sử
Tiền thân là Trung tâm Giao dịch Chứng khoán Hà Nội (HASTC), được thành lập theo Quyết định số 127/1998/QĐ-TTg ngày 11/7/1998 của Thủ tướng Chính phủ, chính thức đi vào hoạt động từ năm 2005 với các hoạt động chính là tổ chức thị trường giao dịch chứng khoán niêm yết, đấu giá cổ phần và đấu thầu trái phiếu. Ngày 2/1/2009, Thủ tướng Chính phủ đã ra quyết định số 01/2009/QĐ-TTg chuyển đổi TTGDCK Hà Nội, thành Sở GDCK Hà Nội. Ngày 24/6/2009 Sở GDCK Hà Nội chính thức hoạt động theo hình thức công ty trách nhiệm hữu hạn một thành viên thuộc sở hữu nhà nước với vốn điều lệ là 1.000 tỷ đồng.
Sau gần 7 năm hoạt động, quy mô của Sở đã phát triển mạnh mẽ với 3 thị trường giao dịch thứ cấp trên một nền công nghệ hiện đại: cổ phiếu, thị trường trái phiếu Chính phủ và thị trường UPCoM; song song với đó Sở GDCK Hà Nội cũng tổ chức các hoạt động đấu giá cổ phần và đấu thầu trái phiếu Chính phủ.
Chức năng của Sở GDCK Hà Nội là đơn vị chịu trách nhiệm tổ chức quản lý và điều hành thị trường giao dịch chứng khoán. Mục tiêu hoạt động của Sở GDCK Hà Nội là tổ chức vận hành thị trường giao dịch chứng khoán minh bạch, công bằng, hiệu quả; phát triển hạ tầng cơ sở và các sản phẩm mới phục vụ cho thị trường, tăng cường thu hút đầu tư trong nước và quốc tế, thể hiện vai trò là kênh huy động vốn quan trọng của nền kinh tế, đảm bảo lợi ích cao nhất cho nhà đầu tư và doanh nghiệp tham gia thị trường.
Với những đóng góp và thành tích hoạt động của mình, Sở GDCK Hà Nội đã được Chủ tịch nước trao tặng Huân chương Lao động hạng Nhì năm 2010.
Ngày 18 tháng 5 năm 2015, Sở GDCK Hà Nội tham gia sáng kiến của các Sở Giao dịch Chứng khoán Bền vững (SSE) của Liên hợp quốc trong khuôn khổ đối thoại khu vực SSE tại Bangkok - do Sở Giao dịch Chứng khoán Thái Lan tổ chức.

## Quy định giao dịch chứng khoán niêm yết
1.Thời gian giao dịch: Từ thứ 2 đến thứ 6 hàng tuần (trừ các ngày nghỉ lễ)
Buổi sáng: 09h00-11h30
Buổi chiều: 13h00-15h00
2.Giá tham chiếu của cổ phiếu:
Giá tham chiếu của cổ phiếu đang giao dịch là giá cơ sở của ngày giao dịch gần nhất trước đó.
Giá cơ sở là mức giá bình quân gia quyền của các giá giao dịch thực hiện theo phương thức khớp lệnh liên tục trong 15 phút cuối cùng của thời gian giao dịch trong ngày theo quy định. Trường hợp không có giao dịch được thực hiện trong thời gian trên, giá cơ sở được xác định bằng mức giá thực hiện cuối cùng trong ngày giao dịch theo phương thức khớp lệnh liên tục.
3.Biên độ dao động giá:
Biên độ dao động giá trong ngày giao dịch đối với cổ phiếu đang giao dịch là ±10%.
Không áp dụng biên độ dao động giá đối với các giao dịch trái phiếu.
4.Phương thức giao dịch:
SGDCKHN áp dụng 2 phương thức giao dịch là khớp lệnh liên tục và thỏa thuận.
Phương thức giao dịch khớp lệnh liên tục là phương thức trong đó bên mua, bên bán nhập lệnh vào hệ thống, hệ thống sẽ tự so khớp các lệnh giao dịch theo các nguyên tắc sau đây:
Ưu tiên số 1: Ưu tiên về giá: giá mua cao hơn được ưu tiên thực hiện trước, giá bán thấp hơn được ưu tiên thực hiện trước.
Ưu tiên số 2: Ưu tiên về thời gian: các lệnh cùng phía có giá như nhau thì lệnh nào vào trước sẽ được ưu tiên thực hiện trước.
Giá thực hiện là giá của lệnh được nhập vào hệ thống trước
Phương thức giao dịch thỏa thuận là phương thức trong đó bên mua, bên bán có thể thỏa thuận trước và báo cáo kết quả vào hệ thống giao dịch hoặc tìm các lệnh quảng cáo có trên hệ thống để thỏa thuận các điều kiện giao dịch.
5.Lệnh giao dịch:
Lệnh giao dịch được áp dụng trên thị trường cổ phiếu niêm yết tại SGDCKHN là lệnh giới hạn.
Trong phiên giao dịch, lệnh giới hạn được nhập vào hệ thống giao dịch có hiệu lực cho đến hết phiên hoặc cho đến khi lệnh bị huỷ trên hệ thống.
6.Đơn vị giao dịch:
Đơn vị giao dịch (lô chẵn) đối với giao dịch khớp lệnh là 100 cổ phiếu/trái phiếu.
Không quy định đơn vị giao dịch đối với giao dịch thoả thuận. Áp dụng khối lượng giao dịch tối thiểu đối với giao dịch thỏa thuận là 5.000 cổ phiếu hoặc 1.000 trái phiếu.
Giao dịch lô lẻ: Giao dịch có khối lượng từ 1 đến 99 chứng khoán niêm yết có thể được thực hiện theo phương thức giao dịch thỏa thuận trên hệ thống giao dịch của SGDCKHN hoặc các hình thức khác theo quy định của pháp luật.
7.Đơn vị yết giá:
Đối với giao dịch cổ phiếu: 100 đồng
Không quy định đối với giao dịch thỏa thuận và giao dịch trái phiếu.
8.Phương thức và thời gian thanh toán:
Thanh toán bù trừ đa phương với thời hạn thanh toán T+2
9.Sửa, hủy lệnh:
Việc sửa lệnh, hủy lệnh giao dịch chỉ có hiệu lực đối với lệnh gốc chưa được thực hiện hoặc phần còn lại của lệnh gốc chưa được thực hiện.
Nhà đầu tư được phép sửa giá, hủy lệnh trong thời gian giao dịch. Thứ tự ưu tiên của lệnh sau khi sửa được tính kể từ khi lệnh sửa được nhập vào hệ thống giao dịch.